# Kombé (Mbanga)
Pour les articles homonymes, voir Kombé.
Kombé est un village de la Région du Littoral au Cameroun.

## Population et développement
En 1967, la population de Kombé était de 102 habitants, essentiellement des Ewondo. Lors du recensement de 2005, elle était de 670 habitants, dont 158 pour Kombé Gare et 512 pour Kombé route.